# 이즈 앗딘 마수드 1세
이즈 앗딘 마수드 1세 이븐 쿠틉 앗딘 마우두드 이븐 이마드 앗딘 장기 (1193년 죽음) 은 장기 왕조의 군주로, 1180년부터 1193년까지 모술을 지배했다. 쿠틉 앗딘 마우두드의 아들이다.

## 삶
1174년 5월 15일 누르 앗딘이 죽은 직후에 이즈 앗딘 마수드 1세는 다마스쿠스와 알레포의 지배권을 손에 넣기 위해 싸웠지만 실패했다. 그 이듬 해에 그의 형제 사이프 앗딘 가지 2세는 마수드에게 살라흐 앗딘를 정벌할 군대를 맡겼다. 이에 크게 위협을 느낀 살라흐 앗딘은 마수드에게 다마스쿠스 이북의 영토 모두를 양보하겠으니, 강화를 맺어주기를 부탁했으나, 마수드는 거절했다. 결국 1175년 4월 23일, 양군대는 하마 인근에서 격돌했고, 이 전투에서 살라흐 앗딘은 대승을 거두었다.
1180년 6월 23일, 가지 2세가 죽었다. 이때 그는 그 자신의 아들을 후계자로 지명했다. 하지만 그의 아미르들이 어린 그의 아들이 살라흐 앗딘과 싸울 수 없을 것이라 생각해, 이즈 앗딘 마수드 1세를 아타베그로 옹립했다.또, 1181년, 4촌이었던 알레포의 앗살리흐 이스마일은 죽기 직전 그의 주요 지휘관들에게 이즈 앗딘 마수드에게 충성을 맹세할 것을 요구했다.
이스마일이 죽은 뒤 마수드 1세는 살라흐 앗딘이 선수를 칠까 두려워 알레포로 달려갔다. 그는 알레포를 점령한 즉시 그곳의 병사들에게 돈을 주고, 앗살리흐의 어머니와 결혼했다. 그러나 그는 알레포와 모술을 동시에 지배하기 어렵다는 생각에 신자르를 지배하던 형제 이마드 앗딘 장기 2세에게 신자르와 알레포를 교환하자고 요청했다. 장기 2세는 이에 동의했고, 1182년, 두 사람은 영지를 교환했다. 이즈음에 하마가 살라흐 앗딘의 조카에 대항해 반란을 일으켰는데, 그들은 마수드에게 도움을 요청했다. 이는 아직까지도 시리아의 주민들이 장기 왕조에 애착을 가지고 있었다는 증거이다.
1182년 9월, 살라흐 앗딘은 유프라테스강을 건넜다. 그는 인근의 도시들의 항복을 받은 뒤에 알레포로 진군했으나, 점령하는데는 실패하고 신자르로 가서 그곳을 점령했다. 1183년 5월 21일, 살라흐 앗딘은 알레포로 다시 진군했다. 장기 2세는 당시 알레포의 시민들에게 인기가 좋지 않았기 때문에, 살라흐 앗딘에게 알레포와 본래 자신의 영지였던 신자르를 교환할 것을 제의했다. 살라흐 앗딘은 이에 동의했고, 장기 2세는 신자르를 영지로 돌려받는 대신 살라흐 앗딘의 속신이 되었다.
1185년 6월, 살라흐 앗딘은 또 한번 모술의 성벽 앞에 모습을 드러냈다. 마수드는 자신의 모친을 비롯한 귀부인들을 보내 강화를 애원했다. 살라흐 앗딘은 그들을 공손하게 대우했으나, 모술 점령을 포기하지는 않았다. 그러나 모술 사람들의 저항이 너무나 대단했기 때문에 점령에는 실패했다. 살라흐 앗딘은 결국 퇴각했고, 이듬해 3월 3일에 모술과 강화 조약을 맺었다. 이를 통해 모술의 아타베그는 살라흐 앗딘의 가신이되었다.
1190년 4월, 마수드는 살라흐 앗딘의 지하드 (당시 살라흐 앗딘은 아크레를 포위하고 있었다.) 에 자신의 아들이 이끄는 군대를 파견했다.
1193년 3월 3일, 살라흐 앗딘이 죽자 이즈 앗딘 마수드 1세와 그의 형제 이마드 앗딘 장기 2세는 아이유브 왕조의 지배에서 벗어나고자 했으나, 회력 589년 샤반 월月 27일 / 서력 1193년 8월 28일 마수드 1세가 모술에서 병사함에 따라 이 시도는 좌절되었다. 그의 지위는 그의 아들 누르 앗딘 아르슬란 샤 1세가 이어받았다.
| 전임 사이프 앗딘 가지 2세 | 모술의 아타베그 1180년 ~ 1193년 | 후임 누르 앗딘 아르슬란 샤 1세 |

| 전임 앗살리흐 이스마일 | 알레포의 아미르 1182년 | 후임 이즈 앗딘 장기 2세 |

| 전임 이즈 앗딘 장기 2세 | 신자르의 아미르 1182년 | 후임 살라흐 앗딘에게 빼앗김 |

## 참고 서적
- René Grousset, Histoire des croisades - II. 1131-1187 L'équilibre, Paris, Perrin, 1935.

───────, Histoire des croisades -III. 1188-1291 L'anarchie franque, Paris, Perrin, 1936.
- 스탠리 레인 풀 지음, 이순호 옮김, 『살라딘』, 갈라파고스, 2003.